# بروتياز مماثل لـ3C

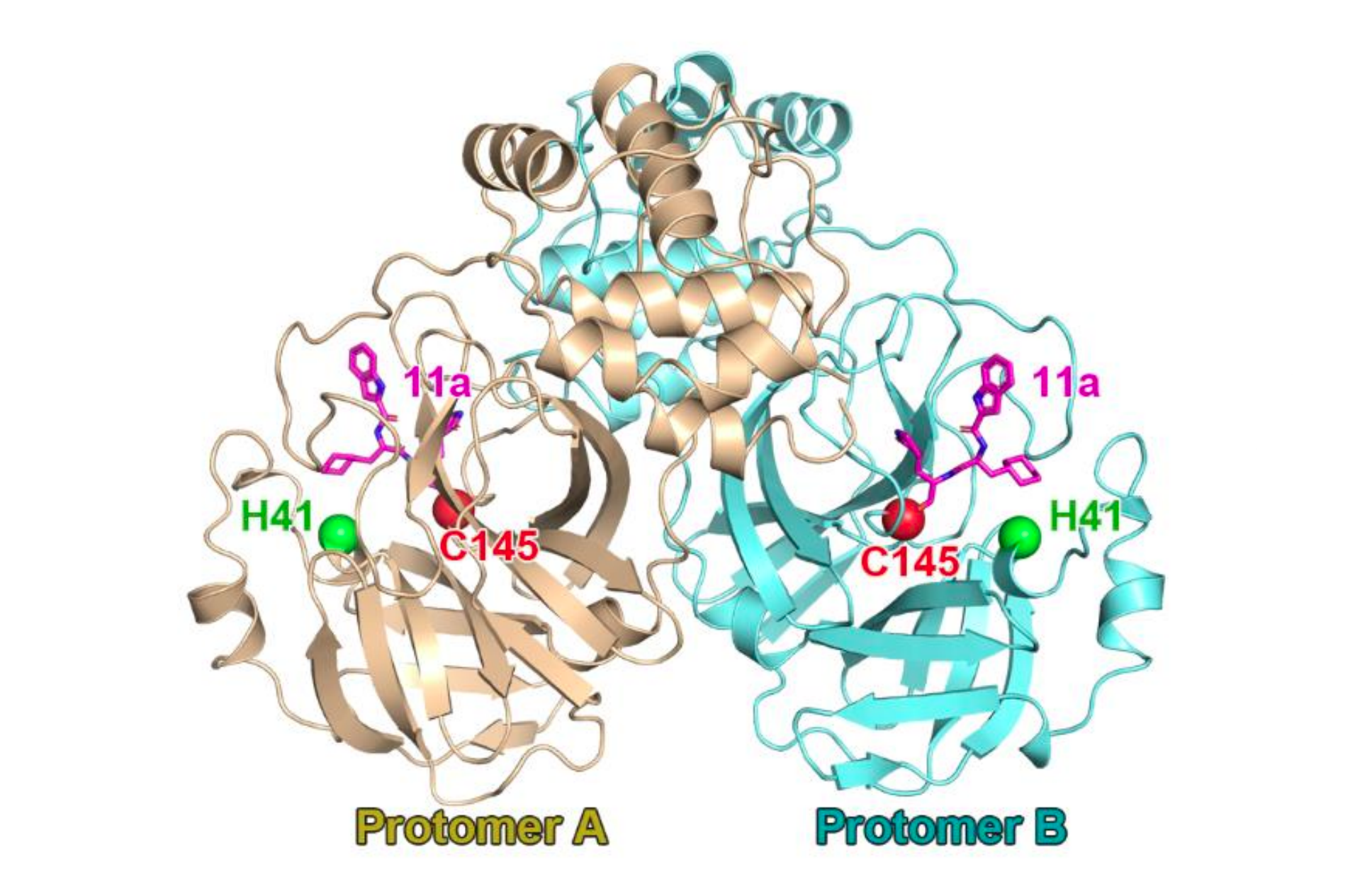
مثنوي من البروتياز الرئيسي لسارس-كوف-2 (موحود بالأزرق وآخر بالبني الفاتح) موضح فيه الثنائي التحفيزي (H41 وC145) بالأخضر والأحمر على التوالي. مثنوي البروتياز في مركب مع مثبط البروتياز ("11a" بالوردي) التساهمي شبيه الببتيد. من.

البروتياز المماثل لـ3C (بالإنجليزية: 3C-like protease)‏ أو البروتياز الرئيسي وكان يُعرف سابقا بالببتيداز الداخلي C30 أو البروتياز المماثل لـ 3-كيموتربسين هو البروتياز الرئيسي المتواجد لدى فيروسات كورونا ويقص عديد البروتين الخاص بها في أحد عشر موقعا منحفضا، وهو بروتياز سيستئين وعضو من
قبيلة بروتيازات PA [الإنجليزية]. يملك هذا البروتياز في موقعه النشط ثنائي تحفيزي [الإنجليزية] سيستئين-هستيدين ويقص الرابطة الببتيدية Gln–(Ser/Ala/Gly).
يشير التصنيف الإنزيمي إلى هذه العائلة بالبروتياز الرئيسي لفيروسات كورونا السارس (Mpro، 
ر.ت.إ

3.4.22.69

). البروتياز المماثل لـ3C هو البروتين اللابنيوي 5 (nsp5). تشير "3C" إلى بروتياز 3C [الإنجليزية] ‏(3Cpro) وهو بروتياز مماثل يتواجد لدى الفيروسات البيكورناوية.